# Troisième planète après le Soleil
Pour l’article homonyme, voir Third Stone from the Sun.
Troisième planète après le soleil (3rd Rock from the Sun) est une série télévisée américaine en 139 épisodes de 25 minutes, créée par Bonnie Turner et Terry Turner et diffusée entre le 9 janvier 1996 et le 22 mai 2001 sur le réseau NBC.
En France, la série a été diffusée à partir du 5 août 1996 sur M6 (uniquement la première saison faute d'audience), puis à partir de 2002 sur Série Club de la deuxième à la sixième saison.

## Synopsis
Une famille, composée de quatre extraterrestres, arrivent sur la Terre, à Rutherford dans l'Ohio, pour observer les humains. Pour cela, ils prennent forme humaine et se font appeler Dick, Sally, Harry et Tommy Solomon. Dotés d'une intelligence supérieure, ils découvrent un peu plus chaque jour les sentiments et les coutumes des humains.

## Distribution

### Acteurs principaux
- John Lithgow (V. F. : Patrick Préjean) : Dick Solomon, commandant de l'équipe alien. Il se fait passer pour le père de la famille Solomon. Son travail sur Terre est celui de professeur de physique dans une université. Il découvre plus tard qu'il est le fils caché de l'énorme cerveau central (saison 5, épisodes 21 et 22).
- Kristen Johnston (V. F. : Marjorie Frantz) : Sally Solomon, militaire chargé de la sécurité de l'équipe. Elle se fait passer pour la sœur de Dick Salomon par tirage au sort. Elle joue la femme au foyer.
- French Stewart (V. F. : Laurent Morteau) : Harry Solomon, agent de liaison, via une puce crânienne, avec l'énorme cerveau central. Il fait partie de l'équipe car il y avait un siège en plus. Il est le moins malin de l'équipe. Il se fait passer pour le frère de Dick Solomon. Il est souvent au chômage.
- Joseph Gordon-Levitt (V. F. : Hervé Grull) : Tommy Solomon, agent de renseignements et d'espionnage. Il est le plus vieux de l'équipe mais il a été choisi pour jouer le rôle de l'adolescent. Il se fait passer pour le fils de Dick Salomon.
- Jane Curtin (V. F. : Évelyn Séléna) : Mary Albright. Professeur d'anthropologie à la même université que Dick Solomon avec qui elle partage son bureau. Au début, elle ne supportait pas Dick Solomon mais avec le temps elle est tombée amoureuse de lui et lui d'elle.
- Simbi Khali (V. F. : Marie-Christine Darah) : Nina Campbell. Secrétaire de Dick Solomon et de Mary Albright. Elle trouve Dick Solomon insupportable et macho.
- Elmarie Wendel (V. F. : Régine Blaess) : Mamie Dubcek, propriétaire de l'appartement des Solomon.
- Wayne Knight (V. F. : Paul Borne) : Officier Don Orville, policier et amant de Sally Solomon.

### Acteurs secondaires
- David DeLuise (V. F. : Vincent de Bouard) : Bug Pollone
- Ian Lithgow (V. F. : Cédric Barbereau) : Léon
- Danielle Nicolet (V. F. : Cécile Musitelli) : Caryn
- Chris Hogan (V. F. : Grégory Quidel) : Aubrey Pitman
- Shay Astar (V. F. : Marie-Eugénie Maréchal) : August Leffler
- Larisa Oleynik (V. F. : Anouck Hautbois) : Alissa Strudwick
- Ron West (V. F. : Fabien Jacquelin) : Dr Vincent Strudwick (1997-2001)
- Ileen Getz (V. F. : Laure Sabardin) : Judith Draper
- John D'Aquino (V. F. : Guillaume Lebon) : Kevin Randall
- Richard McGonagle (V. F. : Pierre Margot) : Dr Howard
- Jan Hooks (V. F. : Nathalie Bleynie) : Vicki Dubcek
- Blake Soper (V. F. : Charles Pestel) : Elman
- Chad Einbinder (V. F. : Olivier Rodier) : Rico
- Jim Beaver (V. F. : Pierre Margot) : Doug

### Invités
- William Shatner (V. F. : Bernard Tiphaine) : l'énorme cerveau central, le maître suprême de la galaxie, père de Dick Solomon.
- John Cleese (V. F. : Michel Prud'homme) : le professeur Neesam
- Mark Hamill : lui-même
- Elvis Costello : lui-même
- David Hasselhoff : un chirurgien esthétique
- James Earl Jones : le narrateur
- Cindy Crawford : une vénusienne
- Laurie Metcalf (V. F. : Véronique Augereau) : le professeur Ravelli
- Bryan Cranston : Neil (saison 4, épisode 14 : Dick le parano / Paranoid Dick)

- Dennis Rodman : lui-même

Version française
- - Société de doublage : Mediadub International[1]
  - Direction artistique : Pauline Brunel[1]
  - Adaptation des dialogues : Bérénice Froger, Sophie Danger, Frédéric Roques, Gilles Coiffard[réf. nécessaire]

Source V. F. : Doublage Séries Database

## Épisodes

### Première saison (1996)
1. Cinq sens plus un / Cinq sens et un doigt (Brains and Eggs / Pilot)
2. Par le bout du nez (Post-Nasal Dick)
3. Des verts et des pas mûrs (Dick’s First Birthday)
4. Guerre des sexes (Dick is from Mars, Sally is from Venus)
5. Un coup fumant (Dick, Smoker)
6. Aux innocents les mains pleines (Green-Eyed Dick)
7. Ô Solitude (Lonely Dick)
8. On est peu de chose (Body and Soul and Dick)
9. Le Démon de midi et quart (Ab-Dick-ted)
10. Un air de vérité (Truth or Dick)
11. La Tête de l’art (The Art of Dick)
12. Le Prix à payer (Frozen Dick)
13. L’Ami né (Angry Dick)
14. Souvenirs, souvenirs… (The Dicks, They Are A-Changin’)
15. Les hommes sont exclus (I Enjoy Being Dick)
16. Un passé pas si simple (Dick Like Me)
17. Haut les cœurs ! (Assault with a Deadly Dick)
18. Dick joue les pères (Father Knows Dick)
19. Égoïsme (Selfish Dick)
20. Frustration  1re partie (See Dick Run - Part 1)

### Deuxième saison (1996-1997)
1. Un "dick" peut en cacher un autre  2e partie  (See Dick Continue To Run: Part 2)
2. Un "dick" peut en cacher un autre  3e partie  (See Dick Continue To Run: Part 3)
3. Hotel Dick (Hotel Dick)
4. Adieu, Monsieur Hymen (Big Angry Virgin From Outer Space)
5. C'est celui qui Dick y est (Much Ado About Dick)
6. Democra-dick (Dick The Vote)
7. Dick et les blaireaux (Fourth and Dick)
8. Tu seras un génie, mon fils (World’s Greatest Dick)
9. Un bébé tombé du ciel (My Mother the Alien)
10. Y aura-t-il une dinde pour Thanksgiving? (Gobble, Gobble, Dick, Dick)
11. L'homme le moins drôle du monde (Dick Jokes)
12. Noël chez les Solomon (Jolly Old St. Dick)
13. Fierté mal placée (Proud Dick)
14. Roméo, Juliette et Dick (Romeo & Juliet & Dick)
15. L'art de la manipulation selon Dick (Guilty as Dick)
16. Mariage à la française (A Dick on One Knee)
17. La face cachée de Mary (Same Old Song and Dick)
18. Un changement radical (I Brake for Dick)
19. Qui porte la culotte ? (Dick Behaving Badly)
20. Dickmalion (Dickmalion)
21. Insensible Dick (Sensitive Dick)
22. Recherche Assistant Désespérément (Will Work for Dick)
23. Le Quart D'heure De Dick (Fifteen Minutes of Dick)
24. La Tentation Du Diable (Dick and the Single Girl)
25. Le Premier Rêve  1re partie  (A Nightmare On Dick Street: Part 1)
26. Le Premier Rêve  2e partie  (A Nightmare On Dick Street: Part 2)

### Troisième saison (1997-1998)
1. Dick Le Bigame - Part 1 (Fun with Dick and Janet: Part 1)
2. Dick Le Bigame - Part 2 (Fun with Dick and Janet: Part 2)
3. Farces Et Attrapes (Tricky Dick)
4. Réunion De Famille (Dick-in-Law)
5. Inoubliable Halloween (Scaredy Dick)
6. Moby Dick (Moby Dick)
7. La Justice Selon Dick (Eleven Angry Men and One Dick)
8. Le Meilleur Ami De Dick (A Friend in Dick)
9. Les Sept Pêchés Capitaux (Seven Deadly Clips)
10. Mary À Tout Prix (Tom, Dick and Mary)
11. Repris De Justice (Jailhouse Dick)
12. Un Sérieux Handickap (Dick on a Roll)
13. Journal D'un Sédickteur (The Great Dickdater)
14. La Dicktature De La Mode - Part 1 (36! 24! 36! Dick!: Part 1)
15. La Dicktature De La Mode - Part 2 (36! 24! 36! Dick!: Part 2)
16. Enceinte! (Pickles and Ice Cream)
17. Erodicka (Auto Eurodicka)
18. Seule avec Dick (Stuck with Dick)
19. Tommy Prend Sa Retraite (Portrait of Tommy as an Old Man)
20. La Fifille À Son Papa (My Daddy’s Little Girl)
21. Le Travail C'est La Santé (The Physics of Being Dick)
22. Une Famille Pas Comme Les Autres (Just Your Average Dick - Part 1)
23. Dick Puissance Dix (Just Your Average Dick - Part 2)
24. Le Premier Baiser (Sally and Don’s First Kiss)
25. Vive Le Camping (When Aliens Camp)
26. C'est Moi La Star! (The Tooth Harry)
27. Le Cuisinier, Harry, Vicki Et Son Amant (Eat, Drink, Dick, Mary)

### Quatrième saison (1998-1999)
1. Mais où est Harry ? (Dr Solomon’s Traveling Alien Show)
2. Pas si vite Dick (Power Mad Dick)
3. Dans l'ombre de Mary (Feelin' Albright)
4. Dick, le collectionneur (Collect Call for Dick)
5. Dick redécouvre l'amour (What’s Love Got to Do, Got to Do with Dick?)
6. En vers et contre tout (I am a Dick Pentameter !)
7. Un homme, une femme, trois possibilités (D3: Judgment Day)
8. Impudick (Indecent Dick)
9. Nouvel an, nouveau Dick (Happy New Dick !)
10. Dans la peau d'un autre (Two-Faced Dick)
11. Une famille en or (Dick Solomon of the Indiana Solomons)
12. Dick et le fisc (Dick and Taxes)
13. La demande en mariage (Sally Forth)
14. Dick le parano (Paranoid Dick)
15. Vicky veut un bébé (The House That Dick Built)
16. Le mauvais œil (Superstitious Dick)
17. Adickt (Y2dicK)
18. Un Solomon dans la mafia (Dick the Mouth Solomon)
19. Grand ménage chez les Solomon (Citizen Solomon)
20. Les envahisseurs (Alien Hunter)
21. Le combat des chefs (Dick vs. Strudwick)
22. Vive la vie! (Near Dick Experience)
23. Sally aux commandes Part 1 (Dick’s Big Giant Headache: Part 1)
24. Sally aux commandes Part 2 (Dick’s Big Giant Headache: Part 2)

### Cinquième saison (1999-2000)
1. Quatre extraterrestres et un couffin (The Baby Menace)
2. Œil pour œil, Dick pour Dick (Dick for Tat)
3. Un amour de voiture (The Fifth Solomon)
4. Dick mène l'enquête (Dial M for Dick)
5. Dick/Tuck (Dick and Tuck)
6. Black, blanc, Dick (Dick, Who’s Coming to Dinner)
7. Sex and the Sally (Sex and the Sally)
8. La charité selon Dick (Charitable Dick)
9. Le dickumentaire (The Loud Solomon Family: A Dickumentary)
10. Les nouveaux amis de Dick (Gwen, Larry, Dick and Mary)
11. Dick chez le psy (Dick Puts the Id in Cupid)
12. L'énorme cerveau central contre-attaque (The Big Giant Head Returns)
13. Dick au pays des fantasmes (Rutherford Beauty)
14. Wallstreet Dick (This Little Dick Goes to Market)
15. Deuxième jeunesse (Youth is Wasted on the Dick)
16. Che Guevadick (Dick Strikes Out)
17. Accordez-moi cette danse (Shall We Dick ?)
18. Une chute inattendue (Dick and Harry Fall Down a Hole)
19. Braquage People (Frankie Goes to Rutherford)
20. Un Malade Bien Portant (Dick Solomon’s Day Off)
21. L'Enorme Secret De L'enorme Cerveau Central - Part 1 (The Big Giant Head Returns Again: Part 1)
22. L'Enorme Secret De L'enorme Cerveau Central - Part 2 (The Big Giant Head Returns Again: Part 2)

### Sixième saison (2000-2001)
1. Chérie, J'ai Agrandi Le Musée (Les Liaisons Dickgereuses)
2. Papy Dick (Fear and Loathing in Rutherford)
3. Indickscretion (Indickscretion)
4. Les Solomon à New York - Part 1(Dick’ll Take Manhattan: Part 1)
5. Les Solomon à New York - Part 2 (Dick’ll Take Manhattan: Part 2)
6. L'enseignement selon Dick (Why Dickie Can’t Teach)
7. Le départ de Tommy (B.D.O.C.)
8. Patriodick (Red, White & Dick)
9. L'archéologie selon Dick (Dick Digs)
10. L'art du spectacle (There’s No Business Like Dick Business)
11. Un Dick de remplacement (A Dick Replacement)
12. Sally Miss Meteo (Dick’s Ark)
13. Opération sédicktion (You Don’t Know Dick)
14. Drôles de parents (My Mother, My Dick)
15. Dick et Don en vacances (Glengarry Glen Dick)
16. Le bonheur perpétuel (Dick Soup for the Soul)
17. Dick, Sauveur Des Humains - Part 1 (Mary Loves Scoochie: Part 1)
18. Dick, Sauveur Des Humains - Part 2 (Mary Loves Scoochie: Part 2)
19. Adieu La Terre - Part 1 (The Thing That Wouldn’t Die: Part 1)
20. Adieu La Terre - Part 2 (The Thing That Wouldn’t Die: Part 2)

## Commentaires
- Entre 2011 et 2015, Kristen Johnston et Wayne Knight sont réunis dans la sitcom The Exes. Elle joue Holly Brooks et il joue Haskell Lutz.